# Жанама (Жетысуская область)
Жанама (каз. Жанама) — село в Алакольском районе Жетысуской области Казахстана. Административный центр Жанаминского сельского округа. Код КАТО — 193451100.

## Население
В 1999 году население села составляло 1526 человек (785 мужчин и 741 женщина). По данным переписи 2009 года, в селе проживали 924 человека (460 мужчин и 464 женщины).